# Коларят на смъртта (филм, 1921)
 Тази статия е за филма от 1921 година.  За романа вижте  Коларят на смъртта.  За филма от 1958 година вижте Коларят на смъртта (филм, 1958).
„Коларят на смъртта“ (на шведски: Körkarlen) е шведски филм от 1921 година, фантастична семейна драма на режисьора Виктор Шьострьом по негов собствен сценарий, базиран върху едноименния роман „ Коларят на смъртта“ (1912) на Селма Лагерльоф.
В центъра на сюжета е пияница, който в новогодишната нощ се среща със свой починал познат, натоварен със събирането на душите на умиращите, и изправен пред спомените за лошото си отношение към всички свои близки, преживява катарзис и успява да изкупи греховете си. Главните роли се изпълняват от Виктор Шьострьом, Хилда Боргстрьом, Туре Свенберг, Астрид Холм.
„Коларят на смъртта“ е знаков филм в ранната история на шведското кино и оказва значително влияние върху развитието на киното изобщо с новаторските си специални ефекти и повествователни форми.